# Hans-Georg Balder
Hans-Georg Balder (né le 15 février 1953) est un avocat, auteur et historien allemand.

## Biographie
Après avoir obtenu son diplôme d'études secondaires, Balder effectue son service militaire à Siegen de 1972 à 1974 dans l'Armée de l'Air et devient officier de réserve. Il étudie le droit à Bochum et Bonn et devient membre de la Bonner Burschenschaft Frankonia. Après ses études, il devient notaire et avocat à Aurich. Il publie plusieurs livres sur l'histoire des étudiants

## Travaux (sélection)
- Die deutschen Burschenschaften. Ihre Darstellung in Einzelchroniken. WJK-Verlag, Hilden 2005,  (ISBN 3-933892-97-X).
- Frankonia-Bonn (1845–1995). Die Geschichte einer deutschen Burschenschaft. WJK-Verlag, Hilden 2006,  (ISBN 3-933892-26-0).
- Geschichte der Deutschen Burschenschaft. WJK-Verlag, Hilden 2006,  (ISBN 3-933892-25-2).
- avec Rüdiger B. Richter: Korporierte im amerikanischen Bürgerkrieg. WJK-Verlag, Hilden 2007,  (ISBN 3-933892-27-9).
- Die deutsche Burschenschaft in ihrer Zeit. WJK-Verlag, Hilden 2009,  (ISBN 978-3-940891-20-4).
- Korporationsleben in Königsberg. Studenten an der Albertina 1544 bis 1945. WJK-Verlag, Hilden 2010,  (ISBN 978-3-940891-33-4).
- Deutschlands Teilung und die Deutschen – Eine kritische Darstellung aus burschenschaftlicher Sicht (dir.), WJK-Verlag, Hilden 2001  (ISBN 3-933892-35-X)
- Die neue alte Burschenschaft – Neugründung der Deutschen Burschenschaft 1945–1951, dans: Darstellungen und Quellen zur Geschichte der deutschen Einheitsbewegung im neunzehnten und zwanzigsten Jahrhundert, XXI. Volume, Universitätsverlag Winter, Heidelberg 2015,  (ISBN 978-3-8253-6471-7)